# Thomas F. W. Barth

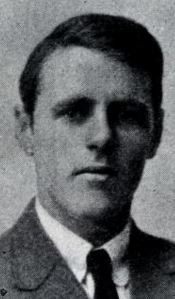
Thomas F. W. Barth

Thomas Fredrik Weiby Barth (* 18. Mai 1899 auf der Insel Bolsøy, Norwegen; † 7. März 1971 in Oslo) war ein norwegischer Mineraloge, Petrologe und Geochemiker.

## Leben
Barth studierte zunächst Bergbauingenieur in Trondheim, wandte sich dann aber der Geologie zu, die er ab 1919 in Oslo am Geologischen Museum im Osloer Stadtteil Tøyen bei Waldemar Christofer Brøgger (1851–1940) und Victor Moritz Goldschmidt studierte. Er war dort Assistent des finnischen Mineralogen Pentti Eskola, der ein Jahr dort forschte. 1927 wurde er bei Goldschmidt promoviert (über nephelinhaltige Syenit-Pegmatite in Nordnorwegen), wobei er in dieser Zeit zwei Jahre an einer Landwirtschaftsschule unterrichtete. Er war ab 1927 Dozent an der TU Berlin und der Universität Leipzig und 1929/30 mit einem Rockefeller-Stipendium an der Harvard University. Danach war er bis 1936 am Geophysik-Labor der Carnegie Institution in Washington, D.C. unter dessen damaligem Direktor Arthur L. Day (1869–1960).
1937 wurde er Professor und Direktor des Mineralogischen Instituts der Universität Oslo. 1939 war er wieder an der Carnegie Institution, kehrte aber nach Norwegen zurück, wo er auch während der Besatzungszeit war, in der er kurz inhaftiert wurde. Nach dem Zweiten Weltkrieg lehrte er bis 1949 an der University of Chicago und kehrte dann wieder als Professor nach Oslo zurück.
Er befasste sich unter anderem mit Feldspaten und den Möglichkeiten, aus ihren Eigenschaften auf die geologische Geschichte des sie enthaltenden Gesteins Rückschlüsse zu ziehen (zum Beispiel aus dem Natrium Gehalt bei gleichzeitig vorkommenden Alkalifeldspaten und Plagioklasen auf die Kristallisationstemperatur). Weitere Forschungsthemen waren unter anderem die heißen Quellen und Geysiren in Island, Entstehung von Pegmatiten, der geochemische Kreislauf von Natrium, Differentiation und Kristallisationsprozesse in Basalten, Metasomatose, Plutone in der Oslo Region und das Präkambrium in Südnorwegen. In einer Arbeit von 1932 mit Posnjak zeigte er am Beispiel der Spinelle, dass Elemente aus verschiedenen chemischen Gruppen dieselbe kristallographische Position in einem Mineral einnehmen können.
Barth gehörte seit 1936 der Norwegischen Akademie der Wissenschaften an. Im Jahr 1967 wurde er zum Mitglied der Leopoldina gewählt. 1957 bis 1960 war er Präsident der Kommission für Geochemie der International Union of Pure and Applied Chemistry, 1960/61 Präsident der Geochemical Society und 1964 bis 1968 Präsident der International Union of Geological Sciences. 1962 wurde er zum korrespondierenden Mitglied der Göttinger Akademie der Wissenschaften gewählt. Er erhielt 1969 den norwegischen Sankt-Olav-Orden.

## Schriften
- mit Carl Wilhelm Correns, Pentti Eskola Die Entstehung der Gesteine, Springer Verlag 1939 (darin der Abschnitt Eruptivgesteine)
- Theoretical Petrology. A textbook on the origin and the evolution of rocks, Wiley 1952
- Island, Oslo 1941
- Feldspars, Wiley, Interscience 1969
- Geochemische Verteilungsgesetze der Elemente, mit V. Goldschmidt, G. Lunde u. a., Videnskabselskabet Skrifter, Math.-Naturw. Klasse, 1925/26 (mehrere Teile)
- Die Pegmatitgänge der kaledonischen Intrusivgesteine im Seiland-Gebiete, Videnskabselskabet Skrifter, Mat.-Naturw. Klasse, 1927

## Quelle
- Nachruf von F.Dickson, K. Krauskopf, American Mineralogist, Band 58, 1973, S. 360, pdf

## Weblink
- Barth, Thomas Fredrik Weiby. Hessische Biografie. (Stand: 5. Juli 2022). In: Landesgeschichtliches Informationssystem Hessen (LAGIS).